# 1. division 1962
La 1. Division 1962 è stata la 49ª edizione della massima serie del campionato danese di calcio conclusa con la vittoria del Esbjerg fB, al suo secondo titolo.
Capocannonieri del torneo furono Henning Enoksen dell'AGF e Carl Emil Christiansen dell'Esbjerg fB con 24 reti.

## Classifica finale
|    | Classifica       | G  | V  | N | P  | GF | GS | DR  | Pti |
| -- | ---------------- | -- | -- | - | -- | -- | -- | --- | --- |
| 1  | Esbjerg fB       | 22 | 18 | 1 | 3  | 61 | 16 | +45 | 37  |
| 2  | B 1913           | 22 | 13 | 3 | 6  | 52 | 37 | +15 | 29  |
| 3  | AGF              | 22 | 11 | 5 | 6  | 59 | 41 | +18 | 27  |
| 4  | KB               | 22 | 9  | 5 | 8  | 42 | 42 | 0   | 23  |
| 5  | Vejle            | 22 | 9  | 2 | 11 | 51 | 47 | +4  | 20  |
| 6  | Brønshøj BK (*)  | 22 | 8  | 3 | 11 | 32 | 45 | -13 | 19  |
| 7  | AB (*)           | 22 | 7  | 5 | 10 | 31 | 47 | -16 | 19  |
| 8  | Køge BK          | 22 | 6  | 6 | 10 | 36 | 42 | -6  | 18  |
| 9  | B 1903           | 22 | 6  | 6 | 10 | 35 | 43 | -8  | 18  |
| 10 | B 1909           | 22 | 5  | 8 | 9  | 30 | 41 | -11 | 18  |
| 11 | Odense           | 22 | 6  | 6 | 10 | 31 | 44 | -13 | 18  |
| 12 | Frederikshavn fI | 22 | 7  | 4 | 11 | 23 | 38 | -15 | 18  |

(*) Squadre neopromosse

## Verdetti
- Esbjerg fB Campione di Danimarca 1962.
- Esbjerg fB ammesso alla Coppa dei Campioni 1963-1964.
- Odense e Frederikshavn fI retrocesse.